# Dynamite (BTS-låt)
Dynamite är en låt av den sydkoreanska pojkgruppen BTS, släppt den 21 augusti 2020 genom Big Hit Entertainment och Sony Music. Det är bandets första låt som spelats in helt på engelska. Låten skrevs av David Stewart och Jessica Agombar och producerades av Stewart. Den har beskrivits som en upplyftande disco-poplåt med inslag av funk, soul och tuggummipop, och är influerad av 1970-talets musik.
Låten inkluderades senare på BTS femte koreanskspråkiga album, Be, som släpptes den 20 november samma år.